# Stolické vrchy
Stolické vrchy jsou plošně rozsáhlé pohoří a nejvýše položená část Slovenského rudohoří. Nejvyšší vrchol je Stolica (1476 m n. m.). Na některých hřbetech zůstaly zachované lesní porosty. Výskyt nerostných surovin ve středověku podnítil vznik hornických osad a městeček (Kokava nad Rimavicou).

## Geografie
Dělí na čtyři odlišné podcelky:
- Stolica (1476 m)
- Tŕstie (1120 m)
- Klenovské vrchy
- Malinské vrchy

Seznam všech tisícimetrových vrcholů ukazuje Seznam vrcholů ve Stolických vrších.